# 齒齦擠喉邊擦音
齿龈挤喉边擦音是一种辅音，在西北高加索语系语言中有分布。国际音标中表记此音的符号是⟨ɬʼ⟩。

## 特征
齿龈挤喉边擦音的特征有：
- 調音方法是摩擦，表示氣流通過位於調音部位的狹窄通道，發生湍流。

- 調音部位是齒齦，即舌尖抵住上齒齦脊調音。
- 發聲類型是清音，意味着發音時聲帶並不顫動。
- 本輔音是口腔輔音（口音），表示調音時空氣只從口裡流出。
- 調音方法是邊音，氣流從舌兩側流過，而不從中部流過。
- 氣流機制是擠喉音，通過將聲門向上擠壓而將空氣排出。

## 见于
[ɬʼ]出现在构拟的原始闪米特语中。
| 语言       | 语言       | 词汇  | 国际音标 | 意义 | 注释 |
| ---------- | ---------- | ----- | -------- | ---- | ---- |
| 阿迪格语   | 阿迪格语   |       | [ɬʼə]ⓘ   | 人   |      |
| 卡巴尔达语 | 卡巴尔达语 |       | [pɬʼə]ⓘ  | 四   |      |
| 特林吉特语 | 特林吉特语 | lʼook | [ɬʼuːk]ⓘ | 鱼   |      |

## 更多
- 在PHOIBLE上搜尋含有[ɬʼ]的語言